# Terebripora eltaninae
Terebripora eltaninae is een mosdiertjessoort uit de familie van de Terebriporidae. De wetenschappelijke naam van de soort is voor het eerst geldig gepubliceerd in 1968 door Soule & Soule.